# 流山警察署
流山警察署（ながれやまけいさつしょ）は、千葉県警察が管轄する警察署の一つである。署長は警視。

## 管轄区域
- 流山市

## 所在地
- 千葉県流山市おおたかの森西3丁目744番地4

## 庁舎概要
流山警察署庁舎
- 竣工年 : 1986年
- 延床面積 : 2,711m²
- 構造/規模 : RC造、地上4階

流山警察署車庫
- 竣工年 : 1986年
- 延床面積 : 418m²
- 構造/規模 : RC造、地上2階

## 沿革
- 1986年（昭和61年）：柏警察署から分離独立し、開署。開署に伴い、流山幹部派出所が流山中央派出所に改称。

## 交番
- 運河交番 - 流山市東深井381番地
- 江戸川台交番 - 流山市江戸川台西二丁目4番地2
- 東部交番 - 流山市前ケ崎756番地9
- 流山おおたかの森交番 - 流山市おおたかの森南一丁目2番地4
- 流山中央交番 - 流山市加六丁目1579番地
- 初石交番 - 流山市東初石三丁目94番地
- 南流山駅前交番 - 流山市南流山一丁目1番地1

## 駐在所
- 流山セントラルパーク駅前駐在所 - 流山市前平井154番地2
- 鰭ケ崎駐在所 - 流山市宮園一丁目1番地1

かつては野々下駐在所も存在した。